# Lac Coleridge
Pour les articles homonymes, voir Coleridge (homonymie).
Le lac Coleridge (en anglais : Lake Coleridge et en maori de Nouvelle-Zélande : Whakamatau) est un lac néo-zélandais situé dans la région de Canterbury sur l'île du Sud.
Depuis 1915, il dispose d'une centrale hydroélectrique qui alimente notamment la ville de Christchurch en électricité. Cette utilisation n'est pas sans conséquence sur la faune et la flore locales.

## Géographie

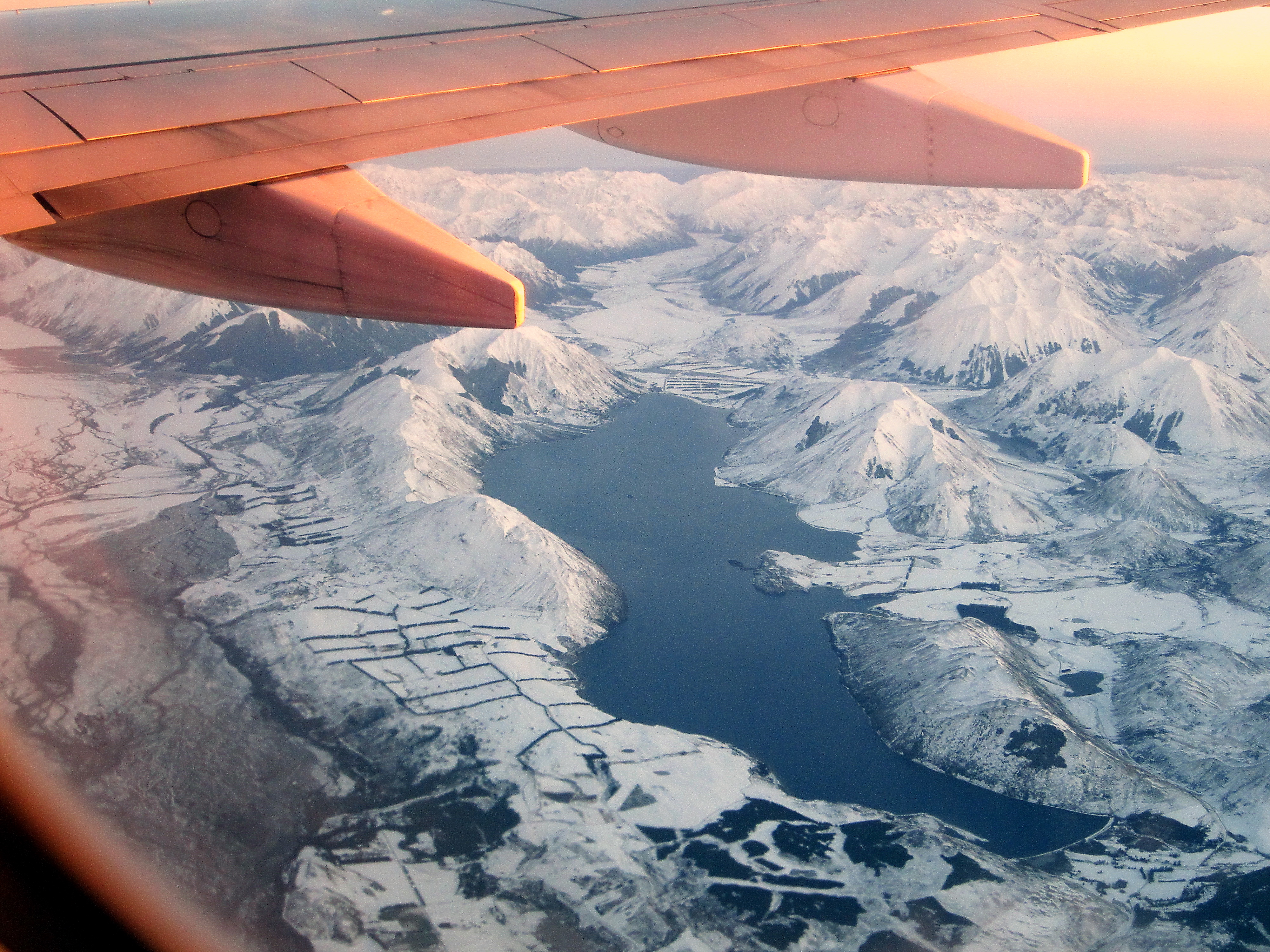
Vue aérienne du Rakaia (gauche) et du lac Coleridge (droite) en hiver.

Le lac Coleridge est situé dans les terres de la région de Canterbury sur l'île du Sud, à environ 100 km de Christchurch et 35 km au nord-ouest de la localité de Methven. Il se trouve dans les contreforts des Alpes du Sud à environ 500 mètres d'altitude, dans une vallée formée par un glacier il y a plus de 20 000 ans lors du Pléistocène. Il domine d'environ 130 mètres la vallée du Rakaia, à quelques kilomètres au sud.
Le lac s'étend sur 47 km2 ; il est long d'environ 18 km et large de 4,8 km au maximum. Sa profondeur peut dépasser 200 mètres. Le lac n'a pas d'exutoire naturel. Le seul établissement humain sur le lac est un petit village (Coleridge Village), qui accueillait autrefois les ouvriers de la centrale hydroélectrique et est devenu un lieu de villégiature.

## Histoire
D'importants incendies détruisent les forêts de la région entre 1200 et 1400. La présence des Maoris remonte probablement au XIIIe siècle. En effet, à proximité du lac, des traces de feux de camp et des os de moas ont été datés au carbone 14 entre 1340 et 1420. Grâce à ses anguilles et ses wekas pouvant servir de repas, le site est un important point de passage pour les tribus maories voyageant entre les deux côtes de l'île du Sud à la recherche de pounamu.

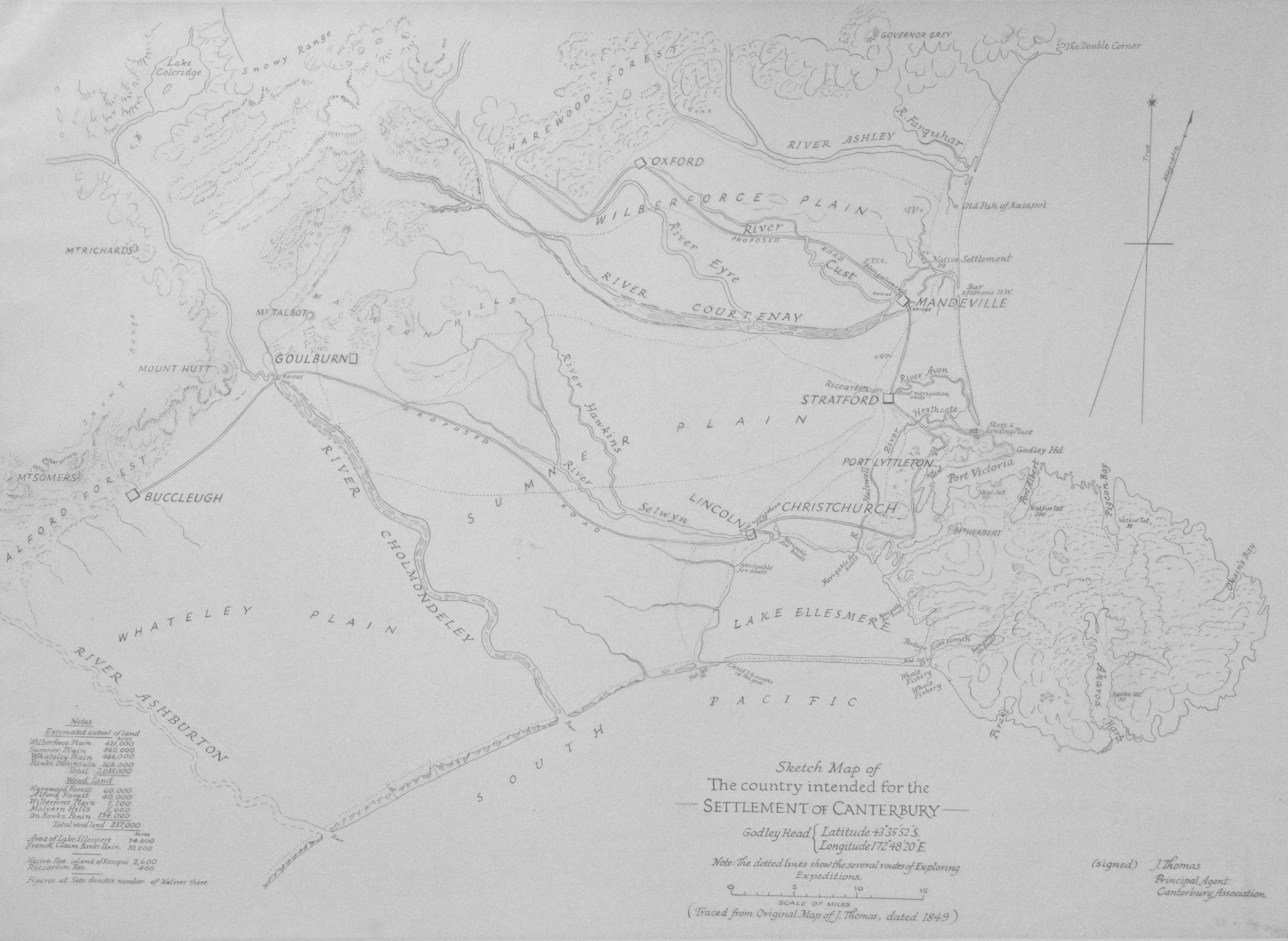
La carte de 1849 nommant pour la première fois le lac.

En 1849, le géomètre-topographe de l'association Canterbury (en) Joseph Thomas nomme le lac « Coleridge » sur l'une de ses cartes. Ce nom fait référence à deux membres de l'association : Edward Coleridge et William Coleridge, cousins et neveux de Samuel Taylor Coleridge,,. D'autres membres de la famille Coleridge rejoigne l'association par la suite, dont John Duke Coleridge en 1851.
En 1915, la première grande centrale hydroélectrique du pays est mise en activité au lac Coleridge, dans le but d'alimenter en électricité la ville de Christchurch. Contrairement à la plupart des centrales hydroélectriques, elle n'a pas nécessité la construction d'un barrage, car elle s'appuie uniquement sur la différence d'altitude entre le lac et le fleuve Rakaia.
Le 26 juin 1946, le lac Coleridge se trouve à l'épicentre d'un séisme de magnitude 6,5. Le lac se trouve en effet à proximité de plusieurs failles (Porters Pass, Cass et Blue Hill).

## Centrale hydroélectrique de Coleridge

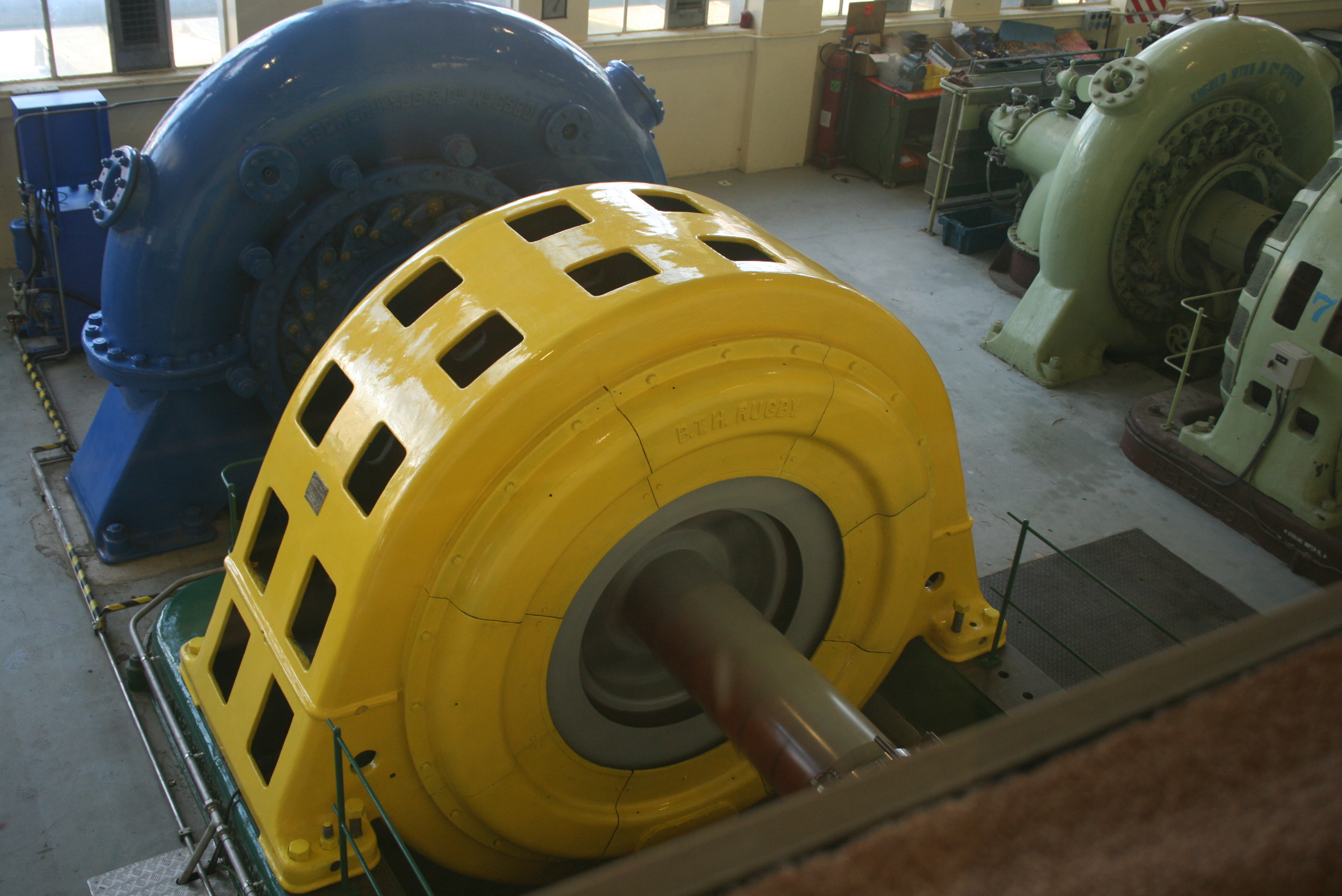
Les turbines de la centrale hydroélectrique de Coleridge.

La centrale hydroélectrique de Coleridge est la première grande centrale construite avec le soutien de l'État néo-zélandais. Sa construction débute en 1911 et s'achève en 1914 avec la mise de place de trois générateurs. La centrale est principalement construite à la main, la pelle à vapeur étant cependant utilisée pour les plus gros ouvrages. À l'origine, elle est reliée à la sous-station d'Addington, en banlieue de Christchurch, par des lignes de transmission de 66 kV de plus de 100 km. Il s'agit alors des lignes de transmission les plus puissantes et les plus longues du pays,. La centrale est inaugurée le 15 novembre 1914 par le Premier ministre William Massey. Elle alimente régulièrement Christchurch à partir du mois de mars 1915.
Face à la croissance de Christchurch, et après une extension du réseau au nord vers Rangiora et au sud vers Oamaru, les capacités de la centrale de Coleridge sont insuffisantes. Un quatrième générateur est installé en avril 1917 ; deux autres le sont en novembre 1921 et mars 1922. La centrale est agrandie en 1924,. En 1930, le centrale compte neuf turbines, toutes de type Francis. Dans les années 1930, la centrale est intégrée à un réseau de transmission plus vaste, incluant des barrages sur les rivières Waipori et Waitaki. Pour permettre d'alimenter le lac et in fine la centrale hydroélectriques, les eaux de trois rivières sont en partie détournées : Harper en 1922, Acheron en 1930 et Wilberforce en 1977. La centrale est la propriété du gouvernement néo-zélandais à travers diverses formes juridiques jusqu'en 1998, lorsqu'elle est cédée à la société privée TrustPower (aujourd'hui Manawa Energy). En 2022, la puissance maximale de la centrale est de 39,5 MW.
La centrale de Coleridge se singularise par l'absence de barrage, contrairement à la plupart des installations hydroélectriques. Le lac de Coleridge est un lac naturel, parallèle à la vallée du Rakaia située à une plus faible altitude. Les prises d'eau — au niveau du lac — font fonctionner les turbines de la centrale, 165 mètres plus bas dans la vallée.

## Faune et flore

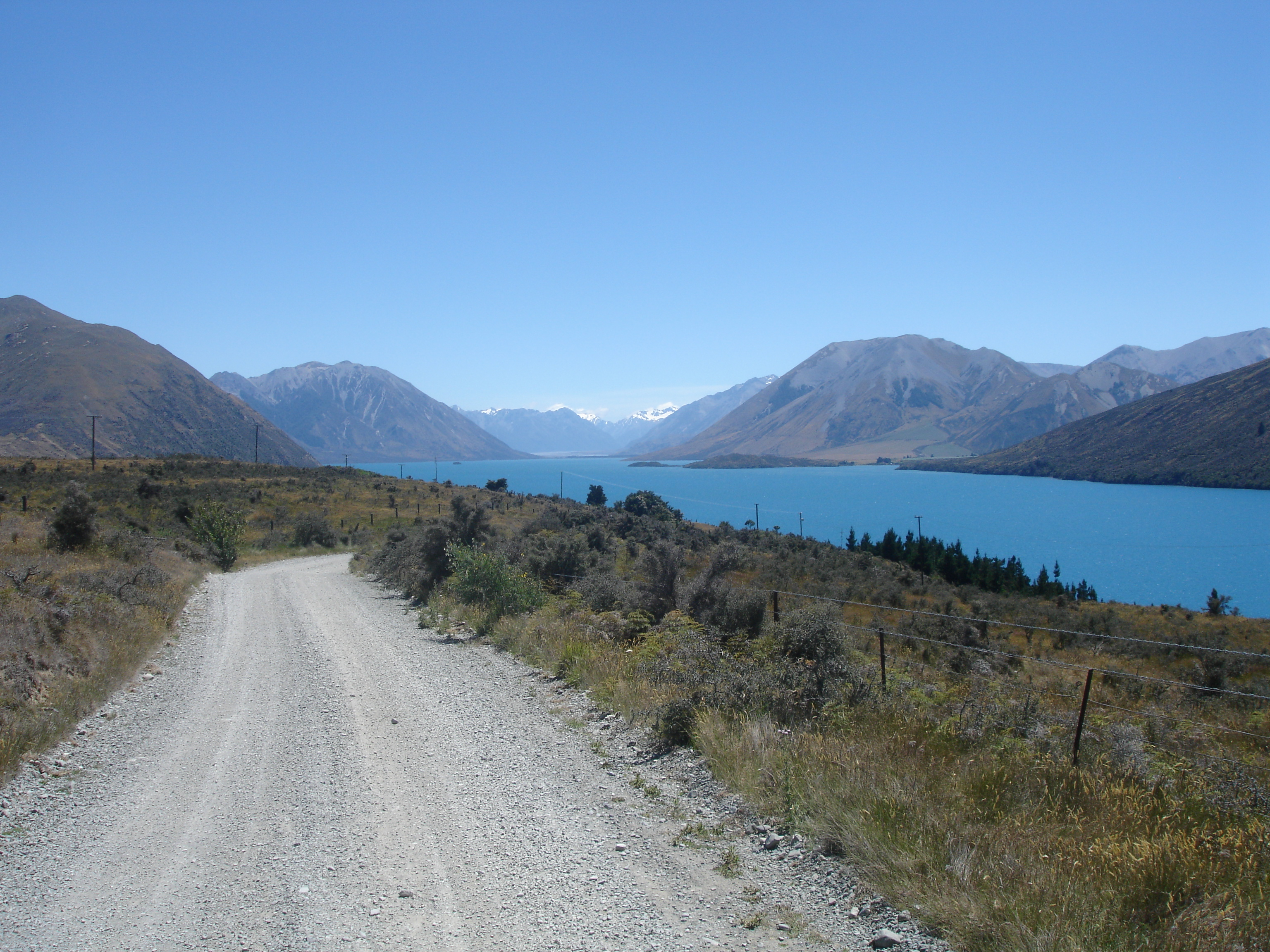
Une route longeant le lac Coleridge, à proximité de la centrale.

Les premiers explorateurs coloniaux trouvent les rives du lac couvertes de manuka (ou kanuka), cordyline, kowhai, phormium et autres plantes marécageuses. Le lac était également entouré d'arbres comme le hêtre et le Metrosideros umbellata. Ses eaux manquaient de nutriments et donc de plantes aquatiques. On y trouvait toutefois de nombreuses anguilles.
L'activité humaine a profondément modifié le milieu naturel. Les colons ont introduit plusieurs poissons, à l'image du saumon atlantique, du saumon royal, de la truite commune et de la truite arc-en-ciel. L'activité de la centrale hydroélectrique, qui fait varier le niveau des eaux du lac, tue la plupart des kanukas en 1914 et des ratas en 1923. Aujourd'hui, un mélange de plantes indigènes et importées entoure le lac (Acaena, Coprosma, Discaria (en), Genisteae, Ulex).